# Giwangretno
Giwangretno is een bestuurslaag in het regentschap Kebumen van de provincie Midden-Java, Indonesië. Giwangretno telt 3784 inwoners (volkstelling 2010).